# Call Me Irresponsible
«Call Me Irresponsible» es una canción del año 1963 compuesta por el estadounidense Jimmy Van Heusen con letra de Sammy Cahn para la película Papa's Delicate Condition —El delicado estado de papá en España y Los líos de papá en Hispanoamérica—, ganadora del premio Óscar a la mejor canción original de dicho año. La versión que aparece en la película está cantada por el actor Jackie Gleason.

## Otras versiones
De acuerdo con el libro The Other Side of the Rainbow with Judy Garland on the Dawn Patrol de Mel Tormé, Van Heusen escribió esta canción para la popular actriz Judy Garland, pero esta no llegó a cantarla hasta después de la versión de la película en su The Judy Garland Show. También Fred Astaire interpretó con éxito esta canción.